# Джабер III ал-Ахмед ал-Джабер ал-Сабах
Джабер III ал-Ахмед ал-Джабер ал-Сабах (на арабски: جابر الأحمد الجابر الصباح) e тринадесетият емир на Кувейт. Той управлява от 31 декември 1977 г. до смъртта си на 15 януари 2006 г. В деня на смъртта му управлението е поето от Саад Ал-Абдула Ал-Салем Ал-Сабах, който поради лошо здравословно състояние и натиск от парламента абдикира девет дни по-късно – на 24 януари.